# 튜브 (용기)
튜브(tube), 스퀴즈 튜브(squeeze tube) 또는 접이식 튜브(collapsible tube)는 치약, 화가용 페인트, 접착제, 코크(caulk) 및 연고와 같은 점성 액체에 사용할 수 있는 접이식 포장이다. 기본적으로 튜브는 플라스틱, 판지, 알루미늄 또는 기타 금속으로 만들어진 원형 또는 타원형 프로파일을 가진 원통형의 속이 빈 조각이다. 일반적으로 튜브 본체의 한쪽 끝에는 다양한 캡과 마개로 닫을 수 있는 둥근 구멍이 있다. 오리피스(orifice)는 다양한 방식으로 형성될 수 있다. 다양한 스타일과 길이의 플라스틱 노즐이 가장 일반적이다. 다른 쪽 끝은 용접이나 접어서 밀봉된다.
일반적인 튜브 크기는 3ml ~ 300ml이다. 대부분의 튜브는 손으로 압력을 가하여 사용하도록 설계되었지만 일부는 튜브를 말아 올리는 데 도움이 되도록 바닥에 튜브 키를 사용한다.